# Basturs
Basturs és un poble i territori de l'antic terme d'Orcau, actualment d'Isona i Conca Dellà, al Pallars Jussà.

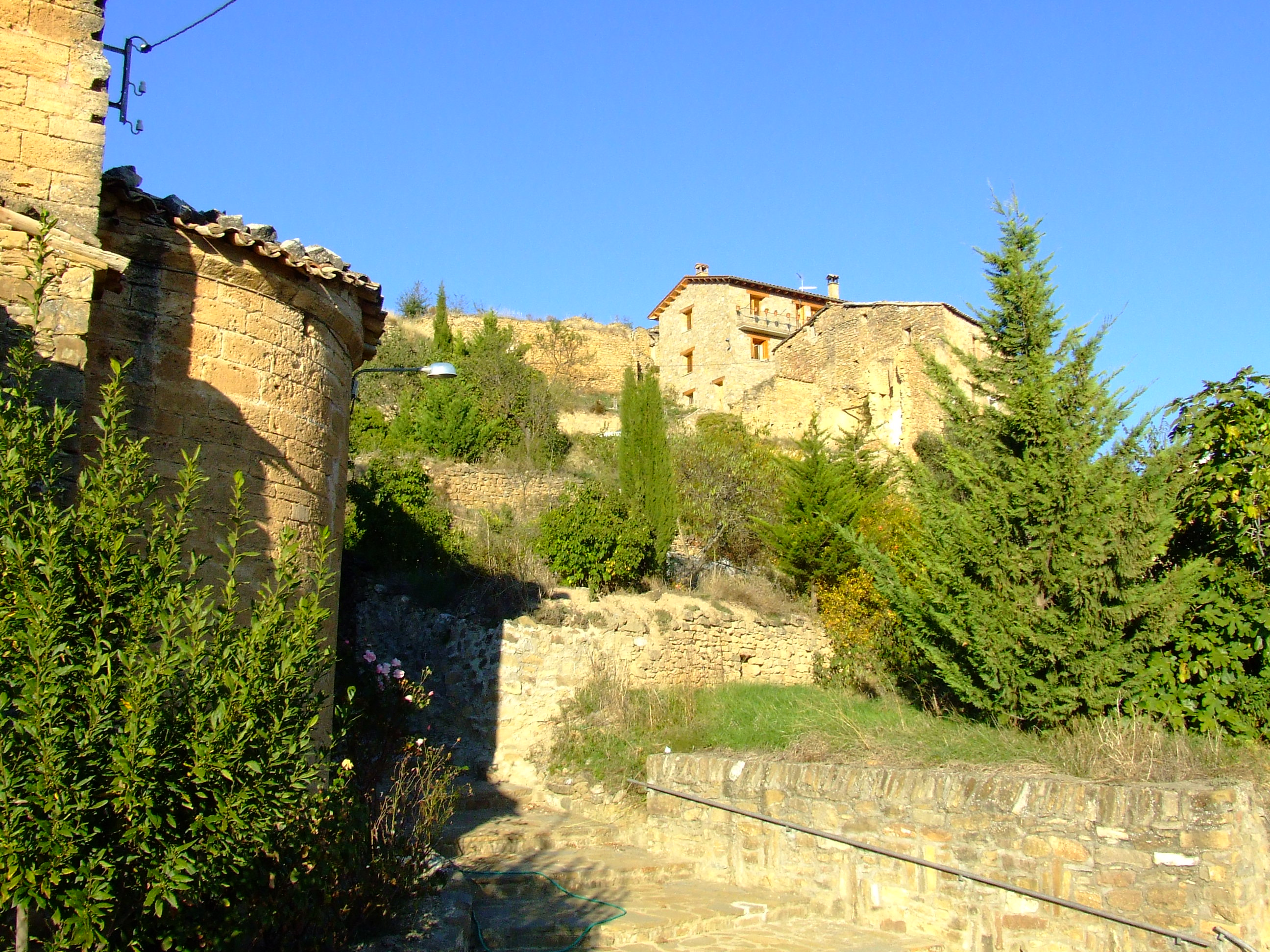
El poble de Basturs: les restes del castell
i les cases del capdamunt, des de prop de l'església de Sant Julià

És en una carena a la dreta del riu d'Abella, a 642 m. alt. Recentment ha conservat més població que Orcau, en part per la seva més fàcil accessibilitat. Es formà a partir del seu castell, com la major part de pobles dels entorns. El poble, també una mica esglaonat a la carena on es troba, amb les cases disperses, té església parroquial romànica, dedicada a Sant Julià. Aquesta església és actualment menada pel rector d'Isona, que resideix en aquella vila.
Pel que es diu al poble, i la toponímia sembla indicar-ho, el poble antic era més amunt, a la mateixa carena, de l'emplaçament actual, al lloc on es conserven algunes restes del castell.
Sembla improbable, però, que l'ermita de la Mare de Déu de la Vilavella de Basturs correspongui, com sembla indicar el mateix topònim, al poble vell. Aquella ermita era -hi són les seves ruïnes- en un indret realment inhòspit i de difícil accés, fins i tot en temps pretèrits.

## Etimologia
El topònim Basturs apareix des de molt antic, escrit de moltes maneres diverses: Basturz el 954; illo collo de Uasturci ad ipsa eclseiola (1010); Basturç (1056); Basturs (1097); Besturs (1277), per citar-ne només un de cada grafia.
Joan Coromines establí que Basturs prové d'una arrel iberobasca, tot i que postula també una possible interpretació cèltica, que acaba rebutjant. Aquest topònim provindria de basti-turci, el primer component del qual té a veure amb bosc aspre, malesa, i el segon és present en altres topònims, com Lladurs, i està emparentat amb castell i poblat. Seria, doncs, la població o el castell que és en un lloc aspre.

## Història
Fins al 1831, any d'extinció dels senyorius, Basturs pertangué als barons, després comtes, d'Erill, que s'havien fet amb la baronia d'Orcau.
Entre 1812 i febrer del 1847, Basturs tingué ajuntament propi. Fou constituït per l'aplicació de la Constitució de Cadis, i més tard suprimit i annexat a Orcau quan les lleis municipals elevaren el nombre de població per poder mantenir l'ajuntament independent a 30 veïns (caps de família).
Dins de la Sotsvegueria de Pallars, el 1359 Basturs té 12 focs (uns 60 habitants), i el 1553(Basturç), 11. El 1831, dins del Corregiment de Talarn, 122 persones formen el poble, que el 1842 són 130, segons Pascual Madoz. Segons la Geografia general de Catalunya, dirigida per Francesc Carreras i Candi, a principis del segle xx Basturs tenia 76 edificis i 132 ànimes. El 1980, hi constaven 55 habitants, i el 2006, 38.
Antigament, el territori de Basturs era més poblat que en els darrers segles. Ho testimonia l'existència de diverses esglésies, algunes conservades només en uns quants vestigis. Al nord del poble, cap a la Costa Gran, hi ha la Mare de Déu de la Vilavella de Basturs, ja esmentada. A prop del riu d'Abella hi ha l'antic Molí de Basturs i la capella de la Mare de Déu de l'Arnec. Als Estanys de Basturs, encara, fins als anys 80 del segle XX hi hagué restes de la capella romànica de Sant Roc dels Estanys. Foren acabades d'enderrocar per tal d'evitar que servissin d'aixopluc i dormitori de passavolants.
Una mostra de l'antiguitat del seu poblament són les destrals de pedra polida que s'hi han trobat.
Al sud-est del poble, a l'altra banda del riu d'Abella, dalt d'una plana uns 30 metres per damunt seu, hi ha la plana amb els estanys de Basturs. Són d'origen càrstic, i el seu entorn és un dels llocs de passeig preferits de la comarca.
El 1359 consten a Basturs 12 focs (unes 60 persones). El 1831, 122 persones. El 1900, 76 edificis amb 132 habitants.

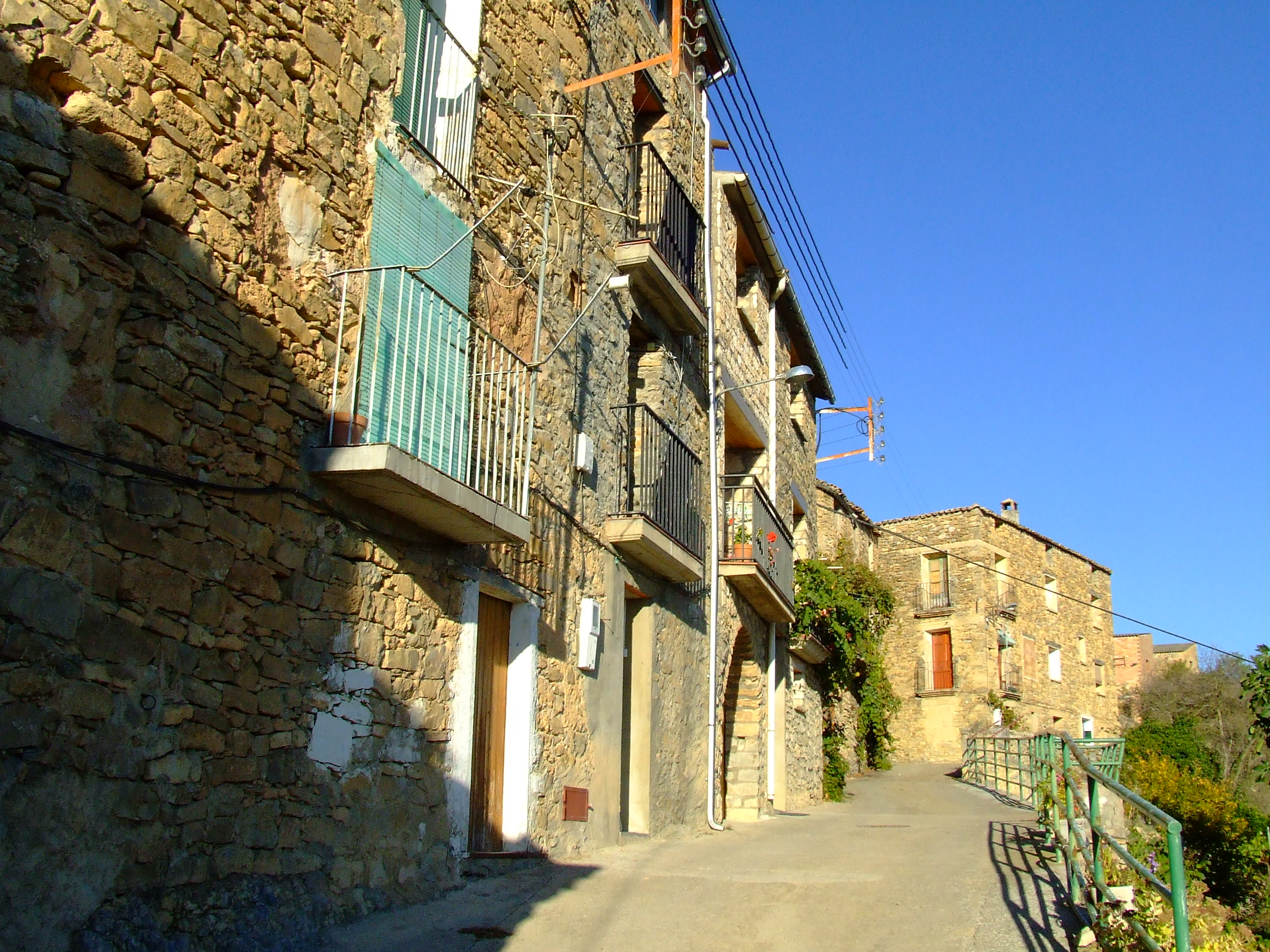
Un carrer de Basturs

En el Diccionario geográfico... de Pascual Madoz, Bastus apareix amb ajuntament propi; situat a l'extrem d'un pla en pendent, sense cap muntanya que el domini, per la qual cosa és un poble molt ventilat i de clima sa. Tenia 25 cases d'un sol pis, mal distribuïdes, formant alguns carrers costeruts i mal empedrats. El terme era muntanyós, trencat, àrid i fluix, en part pla, i de qualitat mitjana. No tenia boscos, però sí alguns roures i alzines en domini particular.
Quan descriu les produccions del poble, parla dels dos estanys, que tenen truites, anguiles i moltes sangoneres. En el terme de Basturs es produïa blat, sègol, ordi, civada, vi, oli i fruita. Hi ha havia bestiar de llana i cabres, i cacera de perdius, conills i llebres. Tenia en aquells anys 16 veïns (caps de família) i 130 ànimes (habitants).
Fins a l'extinció dels senyorius, Basturs van pertànyer a la baronia d'Orcau.
El 1938, la plana als peus del poble de Basturs va ser escenari d'una de les batalles de la Guerra Civil espanyola. En efecte, entrant des de l'Aragó, les tropes franquistes ocuparen en pocs dies tota la zona entre Tremp i Figuerola d'Orcau, però s'aturaren en aquest poble i, per la banda del terme que ara ens ocupa, prengueren posicions al voltant de Figuerola d'Orcau i el Mont de Conques. Com que el front romangué aturat aquí durant quasi un any. La zona de Basturs, en terra de ningú entre franquistes i republicans, fou el lloc on els dos exèrcits s'esbatussaren bastants cops, a part de bombardejar la zona des de tots dos costats.
Per això a la Serra, la serreta de la qual forma part el poble de Basturs, serva algunes de les fortificacions dels franquistes: búnquers, nius de metralladores, trinxeres... Són fàcilment accessibles, en rutes a peu des de Basturs, Sant Romà d'Abella o Figuerola d'Orcau.